# Neomenia carinata
Neomenia carinata é uma espécie de molusco pertencente à família Neomeniidae.
A autoridade científica da espécie é Tullberg, tendo sido descrita no ano de 1875.
Trata-se de uma espécie presente no território português, incluindo a zona económica exclusiva.